# David Chelule
David Chelule (7 luglio 1977) è un ex mezzofondista e maratoneta keniota.

## Biografia
Specializzato nella mezza maratona aveva corso i 5000 ed i 10000 metri piani agli inizi della sua carriera. Nel 1997 ha vinto il Giro podistico internazionale di Castelbuono.
Suo cugino Julius partecipò ai Mondiali juniores a Sydney, vincendo la medaglia d'oro nei 3000 metri siepi.

## Palmarès
| Anno | Manifestazione     | Sede         | Evento        | Risultato | Prestazione | Note |
| ---- | ------------------ | ------------ | ------------- | --------- | ----------- | ---- |
| 1996 | Mondiali juniores  | Sydney       | 5000 m piani  | Argento   | 13'36"27    |      |
| 1996 | Mondiali juniores  | Sydney       | 10000 m piani | Argento   | 28'29"14    |      |
| 1999 | Giochi panafricani | Johannesburg | 10000 m piani | Argento   | 28'13"71    |      |
| 2000 | Giochi olimpici    | Sydney       | 5000 m piani  | 5º        | 13'37"13    |      |

## Altre competizioni internazionali
1992
- Oro alla Mezza maratona di Beaune ( Beaune) - 1h04'56"

1995
- 9º al Giro Media Blenio ( Dongio) - 29'43"
- Bronzo alla BOclassic ( Bolzano) - 28'29"
- Argento al Cross du Figaro ( Parigi) - 29'54"

1996
- 7º al Memorial Peppe Greco ( Scicli) - 29'14"
- Argento al Campaccio ( San Giorgio su Legnano) - 36'59"
- Argento al Cross Ouest-France ( Le Mans) - 30'51"
- Oro al Cross delle Pradelle ( Domegge di Cadore) - 30'37"
- Oro alla Scarpa d'Oro ( Vigevano), 8 km - 23'01"
- 10º alla Belgrade Race Through History ( Belgrado), 6 km - 17'26"

1997
- Oro al Giro podistico internazionale di Castelbuono ( Castelbuono) - 32'35"
- Argento al Campaccio ( San Giorgio su Legnano) - 36'16"
- Argento al Cross della Vallagarina ( Villa Lagarina) - 28'22"
- Oro al Cross Zornotza ( Amorebieta-Etxano) - 33'45"
- Oro al Trofeo Città di Trecastagni ( Trecastagni), 8,4 km - 23'46"

1998
- 23º al Giro podistico internazionale di Castelbuono ( Castelbuono) - 37'59"

1999
- 8º alla Corrida Internacional de São Silvestre ( San Paolo), 15 km - 45'24"
- 5º al Giro Media Blenio ( Dongio) - 28'45"
- Argento al Memorial Peppe Greco ( Scicli) - 29'31"

2000
- 6º alla Stramilano ( Milano) - 1h02'08"
- Bronzo alla Mezza maratona di Lisbona ( Lisbona) - 1h02'53"
- Oro al Trofeo Sant'Agata ( Catania) - 32'48"
- Bronzo alla Corrida Internacional de San Fernando ( Punta del Este) - 28'13"
- 4º al Giro Podistico Internazionale di Pettinengo ( Pettinengo), 9,5 km - 27'19"
- Bronzo all'Amendoeiras em Flor ( Albufeira) - 28'36"

2001
- Bronzo alla Puy-en-Velay 15 km ( Le Puy-en-Velay) - 43'49"
- 12º al Trofeo Sant'Agata ( Catania) - 34'04"

2002
- Oro alla Puy-en-Velay 15 km ( Le Puy-en-Velay) - 43'44"
- Argento alla Trofeo Asics Run ( Cuneo) - 28'35"

2004
- 10º alla Berlin Half Marathon ( Berlino) - 1h03'41"
- 5º alla Maratonina del Garda ( Toscolano Maderno) - 1h03'08"
- 7º al Trofeo Rione Castelnuovo ( Recanati), 13,4 km - 40'43"

2005
- 4º alla Mezza maratona di Prato ( Prato) - 1h03'17"
- Bronzo alla Scarpa d'Oro ( Vigevano), 8 km - 23'57"

2006
- 24º alla New Delhi Half Marathon ( Nuova Delhi) - 1h08'15"
- Oro alla Mezza maratona di Prato ( Prato) - 1h03'24"
- 11º alla Puy-en-Velay 15 km ( Le Puy-en-Velay) - 46'15"

2007
- Argento alla Maratonina del Campanile ( Ponte San Giovanni) - 1h03'31"
- 7º alla Mezza maratona di Bologna ( Bologna) - 1h03'42"
- 5º alla Mattoni Night Grand Prix Prague ( Praga) - 29'09"
- Oro alla Milano Run Like a Deejay ( Milano) - 28'24"
- Bronzo al Palio delle Porte ( Martinengo) - 29'32"
- Oro al Cross country dei 7 campanili ( Cavaria con Premezzo)

2010
- Oro alla Maratona di Brescia ( Brescia) - 2h13'53"